# Kim Ju-song
Kim Ju-song ((김주성?, 金柱成?); 15 ottobre 1993) è un calciatore nordcoreano, attaccante dell'April 25 e della nazionale nordcoreana.